# Periya Negamam
Periya Negamam é uma panchayat (vila) no distrito de Coimbatore, no estado indiano de Tamil Nadu.

## Demografia
Segundo o censo de 2001,  Periya Negamam  tinha uma população de 7680 habitantes. Os indivíduos do sexo masculino constituem 51% da população e os do sexo feminino 49%. Periya Negamam tem uma taxa de literacia de 67%, superior à média nacional de 59.5%: a literacia no sexo masculino é de 75% e no sexo feminino é de 58%. Em Periya Negamam, 10% da população está abaixo dos 6 anos de idade.